# Polycarpa hartmeyeri
Polycarpa hartmeyeri is een zakpijpensoort uit de familie van de Styelidae. De wetenschappelijke naam van de soort is voor het eerst geldig gepubliceerd in 1927 door Michaelsen.